# 右門捕物帖 三十番手柄 帯解け仏法
『右門捕物帖 三十番手柄 帯解け仏法』（うもんとりものちょう さんじゅうばんてがら おびとけぶっぽう）は、嵐寛寿郎プロダクションが製作し、1932年（昭和7年）に公開された、山中貞雄監督による日本の長編劇映画、サイレント映画、時代劇映画である。
同作をもとに1951年（昭和26年）、安田公義監督により『右門捕物帖帯とけ仏法』のタイトルでリメイクされるが、これについても本項で詳述する。

## あらすじ
江戸の庶民の間で「帯解け仏法」という宗教が流行っていた。この仏法さえ信心すれば、どんな恋でも成就できるという噂に惹き寄せられ、町の後家さん、お妾さん、親の許さぬ恋に悩む若い男女と、猫も杓子も押し掛ける。これをむっつり右門、なにやらクサイ話だと怪しむところへ折しも、小町娘のおふみがかどわかされ、寺に連れ込まれるという事件が発生。得意の推理を働かせ、信徒をだまし狼藉をはたらくインチキ宗教の裏を、見事暴いてみせるむっつり右門だった。

## 概要
時代劇スタア嵐寛寿郎の、鞍馬天狗に並ぶ代表的キャラクター「むっつり右門」の登場する「右門シリーズ」第七作目。新興キネマが配給し、1932年（昭和7年）9月15日に浅草電気館で公開された。併映は不二映画の『金色夜叉』。
1929年（昭和4年）、東亜キネマ京都撮影所が製作した嵐寛寿郎主演、橋本松男監督の『右門一番手柄・南蛮幽霊』以来、1931年（昭和6年）の第5作、仁科熊彦監督の『右門捕物帖・十八番手柄』からは製作元が嵐寛寿郎プロダクションに移っても、継続して同シリーズの脚本を執筆してきた山中貞雄が、同シリーズにおいて初めて監督した作品である。
原作は、佐々木味津三の短篇「帯解け仏法」である。なお、この原作は『右門捕物帳』シリーズとは別個の短篇小説である。
上映用プリントについては、いずれのヴァージョンも現在、東京国立近代美術館フィルムセンターに所蔵されておらず、オリジナル版に関して、サイレント・フィルムを多く所蔵するマツダ映画社も所蔵していない。サイレント版は現在、鑑賞することの不可能な作品である。リメイク版は近年ＣＳで放映されたことがある。山中によるシナリオに関しては、出版もされており、青空文庫での閲覧も可能である。

### エピソード
山中貞雄は本作の前に、文芸超大作『小笠原壱岐守』を、雲隠れした仁科熊彦に代わって監督したが、稀に見る不入りにより、四日で上映打ち切りという興行的惨敗となってしまった。山中は「寛プロにいては結局鞍馬天狗かむっつり右門しかないのか」と、すっかり嫌気がさしてしまったという。続いてシリーズ娯楽物の本作を監督したところ、これが大入りとなり、二週続映の大ヒット。これにショックを受けた山中は、次回作の「寛プロ独立一周年記念映画」『天狗廻状』の脚本を書いたあと、アラカンに辞意を伝え、『天狗廻状』の前篇だけ撮って寛プロを辞めている。
本作は公開後に、当局の検閲に引っ掛かってしまった。警視庁からアラカンはじめスタッフ一同の出頭命令が下った。事情を訊くと、劇中で「ちょんぎれ松が寺の本堂の引き窓から中を覗き、右門のライバルのあばたの敬四郎がおふみを押さえつけてあわや」という場面があり、ここは客が笑うところなのだが、このとき「あば敬」役の尾上紋弥が「股間を手で抑える」という即興の演技を入れていて、これが引っ掛かったのだった。「手をカットしろ、何をしたかわかってしまう、風俗壊乱である、非常時を何と心得るか」と大変な剣幕で怒鳴りつける担当官に、キャメラの吉田清太郎は「いやあれは違います、これからするところなんです」と弁解、アラカンも「まちがいおまへん、断じてしておりません」と必死に援護した。監督の山中は下を向いて「あー、ちょんぎれちょんぎれ」（「ちょんぎれ」は山中の口癖）とぶつぶつ呟くばかりだったという。
これだけのことでわざわざ京都から東京まで呼びつけられ、アラカンはあきれたというが、警視庁の本音は「むっつり右門」は現代での刑事であり、「あば敬」も刑事であるから、それを笑い物にするとはけしからん、というのが本当のところだったようである。

## スタッフ・作品データ
- 監督・脚本 : 山中貞雄
- 原作 : 佐々木味津三
- 撮影 : 吉田清太郎
- 製作 : 嵐寛寿郎プロダクション
- 上映時間（巻数 / メートル） : 65分[6]（9巻 / 1,797メートル）
- フォーマット : 白黒映画 - スタンダードサイズ（1.33:1） - サイレント映画
- 初回興行 : 浅草・電気館

## キャスト
- 嵐寛寿郎 - むっつり右門
- 頭山桂之助 - おしゃべりの伝六
- 尾上紋弥 - あばたの敬四郎
- 山路ふみ子 - おふみ
- 市川寿三郎 - 兄・伊吉
- 玉島愛造 - 生島屋太郎左衛門
- 別府花子 - 敬四郎女房・お兼
- 泉清子 - 生島屋の娘・お類
- 嵐寿之助 - 敬四郎乾分・ちょんぎれの松公
- 嵐徳三郎 - 奉行
- 今成平九郎 - 悪坊主
- 春日清 - 結城左久馬
- 菊本久夫 - 村井庄兵衛

## リメイク版
『右門捕物帖帯とけ仏法』（うもんとりものちょう おびとけぶっぽう）は、1951年（昭和26年）製作・公開、安田公義監督による日本の長編劇映画、剣戟映画である。山中貞雄監督の『右門捕物帖 三十番手柄 帯解け仏法』（1932年）のリメイクで、オリジナルと同じく嵐寛寿郎が主演している。

### 概要
第二次世界大戦後の1951年（昭和26年）、新東宝が綜芸プロダクションと提携して製作した作品。かつて脚本集団「鳴滝組」を結成して、山中らとともに共同執筆をしていた脚本家の三村伸太郎が、佐々木の小説と山中の脚本をもとに改めて脚色したものである。このリメイク版では、「むっつり右門」役は引き続き嵐寛寿郎が演じ、「おしゃべりの伝六」役はオリジナル版の頭山桂之助に代わって、榎本健一が演じている。

### スタッフ・作品データ
- 製作 : 竹中美弘
- 監督 : 安田公義
- 原作 : 佐々木味津三
- 構成 : 山中貞雄
- 脚本 : 三村伸太郎
- 撮影 : 友成達雄
- 美術 : 伊藤寿一
- 音楽 : 仁木他喜雄
- 製作 : 新東宝・綜芸プロダクション
- 上映時間 （巻数 / メートル） : 86分 （9巻 / 2,360メートル）
- フォーマット : 白黒映画 - スタンダードサイズ（1.37:1） - モノラル録音

### キャスト
- 嵐寛寿郎 - 近藤右門
- 榎本健一 - おしゃべりの伝六
- 清川荘司 - 生島屋太兵衛
- 野上千鶴子 - おるい
- 伊達里子 - お里
- 森健二 - 伊吉
- 落合富子 - おふみ
- 鳥羽陽之助 - 村上敬四郎
- 中村是好 - 松公
- 清川虹子 - 小金
- 市川小太夫 - 乾良之助
- 津路清子 - お蓮

## ビブリオグラフィ
国立国会図書館蔵書。青空文庫は除く。
- シナリオ
  - 『山中貞雄作品集 1』、実業之日本社、1985年 ISBN 4408410268
  - 『山中貞雄作品集』、実業之日本社、1998年 ISBN 4408102857
  - 『右門捕物帖 三十番手柄 帯解け仏法』、青空文庫、1998年

## 註
1. ↑  シリーズ一覧 - 右門一番手柄 南蛮幽霊、日本映画データベース、2010年1月18日閲覧。
2. ↑  所蔵映画フィルム検索システム、東京国立近代美術館フィルムセンター、2010年1月19日閲覧。
3. ↑  主な所蔵リスト 劇映画＝邦画篇、マツダ映画社、2010年1月19日閲覧。
4. ↑  山中貞雄、青空文庫、2010年1月19日閲覧。
5. ↑  『聞書アラカン一代 - 鞍馬天狗のおじさんは』（竹中労、白川書院）
6. ↑  Film Calculator Archived 2008年12月4日, at the Wayback Machine.換算結果、コダック、2010年1月19日閲覧。
7. ↑  OPAC NDL 検索結果、国立国会図書館、2010年1月19日閲覧。